# Peter-und-Paul-Kirche (Vorderberg)

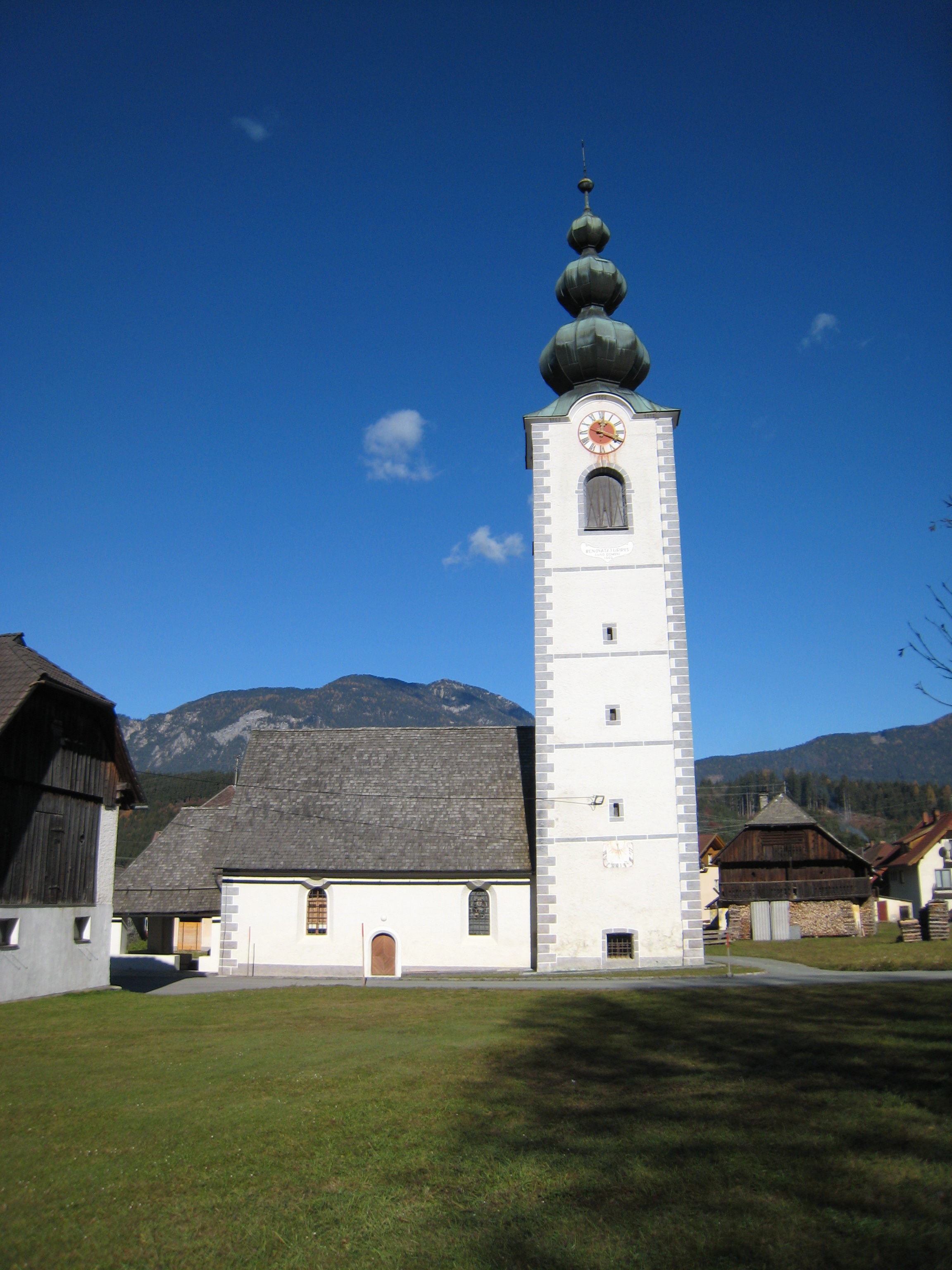
Pfarrkirche Vorderberg

Die Pfarrkirche Hll. Petrus und Paulus ist eine römisch-katholische Kirche in Vorderberg in der Gemeinde Sankt Stefan im Gailtal in Kärnten.
Die spätgotische Kirche mit einem mächtigen Turm wurde im Jahre 1493 oder 1498 geweiht und steht mitten im Ort Vorderberg. 1994 wurde das Fassadendekor von 1803 wiederhergestellt. Das Langhausinnere, welches barock verändert ist, wurde 1996 restauriert.
Das Langhaus hat eine Flachdecke mit einem Stuckrahmenfeld mit dem Gemälde Marienkrönung und Rundfenster mit einer Verglasung aus 1900. Durch das spitzbogige Westportal gelangt man in eine große Pfeilervorhalle mit einem Aufgang zur Empore. Es gibt einen Freskenrest eines Kalenders mit Heiligensymbolen und einen Freskenrest mit zwei Reihen Abrechnungen nach der Form mittelalterlicher Rechenbretter. Die hölzerne Westempore ist tief und steht auf Säulen. Der eingezogene Triumphbogen ist spitzbogig und abgefasst. Der zweijochige Chor mit einem Netzrippengewölbe über Kopfkonsolen hat einen 3/8 Schluss. Die Blütenbemalung des Gewölbes ist aus dem Ende des 16. Jahrhunderts. Der Südturm mit Rundbogenschallfenstern hat einen dreiteiligen barocken Zwiebelhelm.
Der Hochaltar aus 1697/98 ist vom Bildhauer Joseph Wielland und wurde 1698 vom Maler Michael Akherl gefasst. Es gibt zwei Seitenaltäre um 1700. An der Nordwand steht ein spätgotischer Flügelaltar aus der Filialkirche Maria im Graben, die Altarflügel sind ein spätes Werk des Meisters der Amlacher Altarflügel. Im Jahre 1996 wurde in der Mittelnische eine gotische Pietà um 1500 der jüngeren Villacher Werkstätte aus dem Depot des Diözesanmuseums aufgestellt. Die Kanzel mit Evangelistenbildern ist neobarock aus dem 19. Jahrhundert.